# Leptomona
Leptomona es un género de insecto coleóptero de la familia Chrysomelidae, subfamilia Galerucinae.

## Especies
- Leptomona erythrocephala Olivier, 1790
- Leptomona russica Gmelin, 1790